# VM i håndbold 1974 (mænd)
Verdensmesterskabet i håndbold for mænd 1974 var det ottende (indendørs) VM i håndbold. Slutrunden med deltagelse af 16 hold blev afholdt i DDR i perioden 28. februar – 10. marts 1974. DDR var VM-værtslands for anden gang – første gang var i 1958. Bulgarien og Algeriet debuterede ved slutrunden.
Rumænien blev verdensmester for fjerde gang (og for anden gang i træk) ved at slå værtslandet DDR 14-12 i finalen. Bronzemedaljerne gik til Jugoslavien, der besejrede Polen 18-16 i bronzekampen. Dermed blev medaljevinderne præcis de samme tre hold som ved det forrige VM. De østeuropæiske hold dominerede mesterskabet, og bedste vesteuropæiske hold blev Danmark på 8.-pladsen.
Ud over VM-titlen spillede holdene endvidere om én plads i mændenes håndboldturnering ved OL 1976 i Montréal, Canada, som gik til vinderne Rumænien.

## Slutrunde
De 16 deltagende nationer spillede først en indledende runde i fire grupper med fire hold, hvorfra de to bedst placerede hold i hver gruppe gik videre til hovedrunden, der bestod af to grupper med fire hold. De to gruppevindere gik direkte videre til VM-finalen, mens de to toere gik videre til bronzekampen. De to gruppetreere spillede placeringsjkamp om 5.-pladsen, mens firerne spillede om 7.-pladsen. Treerne fra de indledende grupper spillede en placeringsrunde om placeringerne 9-12.

### Indledende runde

#### Gruppe A
| Dato  | Kamp                           | Res.  | Pause | Spillested      |
| ----- | ------------------------------ | ----- | ----- | --------------- |
| 28.2. | Tjekkoslovakiet – Island       | 25–15 | 11-60 | Karl-Marx-Stadt |
| 28.2. | Vesttyskland – Danmark         | 11–12 | 5-7   | Karl-Marx-Stadt |
| 1.3.  | Tjekkoslovakiet – Danmark      | 16–12 | 7-4   | Gera            |
| 1.3.  | Vesttyskland – Island          | 22–16 | 10-70 | Erfurt          |
| 3.3.  | Tjekkoslovakiet – Vesttyskland | 17–11 | 6-7   | Karl-Marx-Stadt |
| 3.3.  | Island – Danmark               | 17–19 | 10-10 | Erfurt          |

| Hold            | Kampe | Mål   | Point |
| --------------- | ----- | ----- | ----- |
| Tjekkoslovakiet | 3     | 58-38 | 6     |
| Danmark         | 3     | 43-44 | 4     |
| Vesttyskland    | 3     | 44-45 | 2     |
| Island          | 3     | 48-66 | 0     |

#### Gruppe B
| Dato  | Kamp               | Res.  | Pause | Spillested |
| ----- | ------------------ | ----- | ----- | ---------- |
| 28.2. | Rumænien – Polen   | 18–14 | 10-60 | Schwerin   |
| 28.2. | Sverige – Spanien  | 14–15 | 9-7   | Schwerin   |
| 1.3.  | Rumænien – Spanien | 21–11 | 12-80 | Rostock    |
| 1.3.  | Sverige – Polen    | 10–20 | 5-6   | Wismar     |
| 3.3.  | Rumænien – Sverige | 18–20 | 8-9   | Schwerin   |
| 3.3.  | Polen – Spanien    | 21–15 | 11-60 | Rostock    |

| Hold     | Kampe | Mål   | Point |
| -------- | ----- | ----- | ----- |
| Rumænien | 3     | 57-45 | 4     |
| Polen    | 3     | 55-43 | 4     |
| Sverige  | 3     | 44-53 | 2     |
| Spanien  | 3     | 41-56 | 2     |

#### Gruppe C
| Dato  | Kamp                  | Res.  | Pause | Spillested  |
| ----- | --------------------- | ----- | ----- | ----------- |
| 28.2. | DDR – Japan           | 31–16 | 13-90 | Østberlin   |
| 28.2. | Sovjetunionen – USA   | 40–11 | 16-60 | Østberlin   |
| 1.3.  | DDR – USA             | 35–14 | 16-60 | Brandenburg |
| 1.3.  | Sovjetunionen – Japan | 25–18 | 13-70 | Brandenburg |
| 3.3.  | DDR – Sovjetunionen   | 15–15 | 7-4   | Østberlin   |
| 3.3.  | Japan – USA           | 29–18 | 13-90 | Brandenburg |

| Hold          | Kampe | Mål     | Point |
| ------------- | ----- | ------- | ----- |
| DDR           | 3     | 81-45   | 5     |
| Sovjetunionen | 3     | 80-44   | 5     |
| Japan         | 3     | 63-74   | 2     |
| USA           | 3     | 043-104 | 0     |

#### Gruppe D
| Dato  | Kamp                    | Res.  | Pause | Spillested |
| ----- | ----------------------- | ----- | ----- | ---------- |
| 28.2. | Jugoslavien – Bulgarien | 25–17 | 11-70 | Halle      |
| 28.2. | Ungarn – Algeriet       | 30–10 | 12-50 | Halle      |
| 1.3.  | Jugoslavien – Algeriet  | 35–12 | 17-70 | Magdeburg  |
| 1.3.  | Ungarn – Bulgarien      | 19–15 | 9-7   | Dessau     |
| 3.3.  | Jugoslavien – Ungarn    | 21–18 | 09-10 | Halle      |
| 3.3.  | Bulgarien – Algeriet    | 23–16 | 10-90 | Dessau     |

| Hold        | Kampe | Mål   | Point |
| ----------- | ----- | ----- | ----- |
| Jugoslavien | 3     | 81-47 | 6     |
| Ungarn      | 3     | 67-46 | 4     |
| Bulgarien   | 3     | 55-60 | 2     |
| Algeriet    | 3     | 38-88 | 0     |

### Placeringsrunde
Holdene, der endte på tredjepladserne i de indledende grupper, spillede en enkeltturnering alle-mod-alle om placeringerne 9-12.
| Dato | Kamp                     | Res.  | Pause | Spillested |
| ---- | ------------------------ | ----- | ----- | ---------- |
| 5.3. | Vesttyskland – Sverige   | 20–18 |       | Erfurt     |
| 5.3. | Japan – Bulgarien        | 22–23 | 12-13 | Wismar     |
| 7.3. | Vesttyskland – Japan     | 30–24 | 15-12 | Magdeburg  |
| 7.3. | Sverige – Bulgarien      | 21–19 |       | Gera       |
| 9.3. | Vesttyskland – Bulgarien | 22–13 | 11-80 | Halle      |
| 9.3. | Sverige – Japan          | 28–21 | 14-11 | Dessau     |

| Plac. | Hold         | Kampe | Mål   | Point |
| ----- | ------------ | ----- | ----- | ----- |
| 9.    | Vesttyskland | 3     | 82-55 | 6     |
| 10.   | Sverige      | 3     | 67-60 | 4     |
| 11.   | Bulgarien    | 3     | 55-65 | 2     |
| 12.   | Japan        | 3     | 67-81 | 0     |

### Hovedrunde
Hovedrunden havde deltagelse af de otte hold, som var endt på første- og andenpladserne i indledende grupper. De otte hold blev inddelt i to nye gruppe med fire hold, således at holdene fra gruppe A og B blev samlet i gruppe 1, mens holdene fra gruppe C og D samledes i gruppe 2. Resultaterne af kampe mellem hold fra samme gruppe i den indledende runde blev overført til hovedrunden. Vinderne af de to grupper gik direkte i VM-finalen, toerne spillede bronzekamp, treerne spillede om 5.-pladsen, mens firerne mødtes i en kamp om 7.-pladsen.

#### Gruppe 1
| Dato | Kamp                       | Res.  | Pause | Spillested      |
| ---- | -------------------------- | ----- | ----- | --------------- |
| 5.3. | Tjekkoslovakiet – Polen    | 16–19 | 06-11 | Karl-Marx-Stadt |
| 5.3. | Danmark – Rumænien         | 11–20 | 1-9   | Halle           |
| 7.3. | Tjekkoslovakiet – Rumænien | 13–20 | 06-11 | Schwerin        |
| 7.3. | Danmark – Polen            | 09–14 | 5-6   | Karl-Marx-Stadt |

| Hold            | Kampe | Mål   | Point |
| --------------- | ----- | ----- | ----- |
| Rumænien        | 3     | 58-38 | 6     |
| Polen           | 3     | 47-43 | 4     |
| Tjekkoslovakiet | 3     | 45-51 | 2     |
| Danmark         | 3     | 32-50 | 0     |

#### Gruppe 2
| Dato | Kamp                        | Res.  | Pause | Spillested |
| ---- | --------------------------- | ----- | ----- | ---------- |
| 5.3. | DDR – Ungarn                | 17–10 | 10-40 | Schwerin   |
| 5.3. | Sovjetunionen – Jugoslavien | 15–18 | 06-11 | Magdeburg  |
| 7.3. | DDR – Jugoslavien           | 19–17 | 10-80 | Østberlin  |
| 7.3. | Sovjetunionen – Ungarn      | 17–15 | 8-7   | Dessau     |

| Hold          | Kampe | Mål   | Point |
| ------------- | ----- | ----- | ----- |
| DDR           | 3     | 51-42 | 5     |
| Jugoslavien   | 3     | 56-52 | 4     |
| Sovjetunionen | 3     | 47-48 | 3     |
| Ungarn        | 3     | 43-55 | 0     |

### Finalekampe
| Dato               | Kamp                            | Res.  | Pause | Spillested |
| Kamp om 7.-pladsen |                                 |       |       |            |
| 9.3.               | Ungarn – Danmark                | 22–15 | 13-60 | Østberlin  |
| Kamp om 5.-pladsen |                                 |       |       |            |
| 10.3.              | Sovjetunionen – Tjekkoslovakiet | 26–24 | 14-11 | Østberlin  |
| Bronzekamp         |                                 |       |       |            |
| 9.3.               | Jugoslavien – Polen             | 18–16 | 10-90 | Østberlin  |
| Finale             |                                 |       |       |            |
| 10.3.              | Rumænien – DDR                  | 14–12 | 7-8   | Østberlin  |

### Medaljevindere
| Guld | Sølv | Bronze |
| --- | --- | --- |
| Rumænien | DDR | Jugoslavien |
| Ştefan Birtalan Liviu Bota Adrian Cosma Marin Dan Alexandru Dincă Cristian Gaţu Mircea Grabovski Roland Gunesch Gabriel Kicsid Ghiţă Licu Ştefan Orban Cornel Penu Mircea Ştef Werner Stöckl Constantin Tudosie Radu Voina | Siegfried Voigt Klaus Weiß Wieland Schmidt Reiner Ganschow Peter Rost Wolfgang Böhme Wolfgang Lakenmacher Hans Engel Joachim Pietzsch Josef Rose Axel Kählert Jürgen Hildebrandt Jürgen Rost Lothar Doering Dietmar Schmidt | Abaz Arslanagić Željko Nimš Čedomir Bugarski Petar Fajfrić Hrvoje Horvat Đorđe Lavrnić Milan Lazarević Zdravko Miljak Slobodan Mišković Radisav Pavićević Bogosav Perić Branislav Pokrajac Nebojša Popović Zdravko Rađenović Zvonimir Serdarušić Zdenko Zorko |

### Samlet rangering
| VM 1974 | VM 1974         |
| ------- | --------------- |
| Guld    | Rumænien        |
| Sølv    | DDR             |
| Bronze  | Jugoslavien     |
| 4.      | Polen           |
| 5.      | Sovjetunionen   |
| 6.      | Tjekkoslovakiet |
| 7.      | Ungarn          |
| 8.      | Danmark         |

| VM 1974 | VM 1974      |
| ------- | ------------ |
| 9.      | Vesttyskland |
| 10.     | Sverige      |
| 11.     | Bulgarien    |
| 12.     | Japan        |
| 13.     | Spanien      |
|         | Island       |
|         | Algeriet     |
|         | USA          |

## Kvalifikation
Formålet med kvalifikationen var at finde de 16 hold til slutrunden om VM i håndbold 1974 i DDR. Værtslandet DDR og de forsvarende mestre Rumænien var automatisk kvalificeret til slutrunden. Endvidere var de seks bedst placerede hold (fraregnet DDR og Rumænien) ved OL 1972 (dvs. Jugoslavien, Tjekkoslovakiet, Sovjetunionen, Vesttyskland, Sverige og Ungarn) også direkte kvalificeret til turneringen, og det efterlod otte ledige pladser at spille om. Holdene blev fundet ved kvalifikationsturneringer på de respektive kontinenter, som var blevet tildelt følgende antal af disse otte hold:
| Kontinent  | Kvote  |  |
| Europa     | 5 hold |  |
| Afrika     | 1 hold |  |
| Asien      | 1 hold |  |
| Panamerika | 1 hold |  |

### Europa
Fra Europa var DDR som værtsland og Rumænien som forsvarende verdensmester automatisk kvalificerede. Derudover var de seks bedst placerede hold (fraregnet DDR og Rumænien) ved OL 1972, dvs. Jugoslavien, Tjekkoslovakiet, Sovjetunionen, Vesttyskland, Sverige og Ungarn, også direkte kvalificeret til turneringen, og det efterlod fem ledige pladser at spille om.
De resterende 15 tilmeldte hold blev inddelt i fem grupper med tre hold. Alle grupperne spillede en dobbeltturnering, hvor holdene mødtes ude og hjemme, og de fem gruppevindere kvalificerede sig til VM-slutrunden i DDR. Kvalifikationskampene blev spillet i perioden oktober til december 1973.

#### Gruppe A
| Dato   | Kamp                 | Res.  | Pause | Spillested |
| ------ | -------------------- | ----- | ----- | ---------- |
| 11.11. | Danmark – Belgien    | 24–80 | 10-50 | Aulum      |
| 30.11. | Luxembourg – Danmark | 14–24 | 5-9   | Dudelange  |
| 25.11  | Belgien – Luxembourg | 13–15 |       | Bruxelles  |
| 2.12.  | Belgien – Danmark    | 11–32 | 05-14 | Bruxelles  |
| 6.12   | Luxembourg – Belgien | 19–16 |       | Dudelange  |
| 15.12. | Danmark – Luxembourg | 26–11 | 11-50 | Esbjerg    |

| Hold       | Kampe | Mål     | Point |
| ---------- | ----- | ------- | ----- |
| Danmark    | 4     | 106-440 | 8     |
| Luxembourg | 4     | 59-79   | 4     |
| Belgien    | 4     | 48-90   | 0     |

#### Gruppe B
| Dato   | Kamp                | Res.  | Pause | Spillested |
| ------ | ------------------- | ----- | ----- | ---------- |
| 14.10. | Norge – Finland     | 20–11 |       | Oslo       |
| 4.11.  | Finland – Bulgarien | 14–22 | 08-12 | Kouvola    |
| 18.11. | Bulgarien – Norge   | 16–12 |       | Sofia      |
| 25.11. | Finland – Norge     | 10–20 |       | Kouvola    |
| 2.12.  | Bulgarien – Finland | 30–80 |       | Sofia      |
| 16.12. | Norge – Bulgarien   | 17–13 |       | Oslo       |

| Hold      | Kampe | Mål   | Point |
| --------- | ----- | ----- | ----- |
| Bulgarien | 4     | 81-51 | 6     |
| Norge     | 4     | 69-50 | 6     |
| Finland   | 4     | 43-92 | 0     |

#### Gruppe C
| Dato   | Kamp               | Res.  | Pause | Spillested |
| ------ | ------------------ | ----- | ----- | ---------- |
| 14.10. | Island – Italien   | 26–90 |       | Reykjavik  |
| 17.10. | Italien – Frankrig | 05–25 |       | Rom        |
| 21.10. | Frankrig – Island  | 16–13 |       | Metz       |
| 24.10. | Italien – Island   | 16–25 | 06-15 | Rom        |
| 4.11.  | Island – Frankrig  | 28–15 |       | Reykjavik  |
|        | Frankrig – Italien | ?     |       | Mertz      |

| Hold     | Kampe | Mål   | Point |
| -------- | ----- | ----- | ----- |
| Island   | 4     | 92-56 | 6     |
| Frankrig | 3     | 56-46 | 4     |
| Italien  | 3     | 30-76 | 0     |

#### Gruppe D
| Dato   | Kamp              | Res.  | Pause | Spillested |
| ------ | ----------------- | ----- | ----- | ---------- |
| 2.11.  | Polen – Holland   | 20–13 |       | Katowice   |
| 7.11.  | Holland – Schweiz | 16–11 |       | Utrecht    |
| 10.11. | Schweiz – Polen   | 17–17 |       | Aarau      |
| 12.12. | Holland – Polen   | 16–21 | 7-6   | Sittard    |
| 15.12. | Schweiz – Holland | 13–16 | 7-9   | Winterthur |
| 19.12. | Polen – Schweiz   | 25–16 |       | Gdańsk     |

| Hold    | Kampe | Mål   | Point |
| ------- | ----- | ----- | ----- |
| Polen   | 4     | 83-62 | 7     |
| Holland | 4     | 61-65 | 4     |
| Schweiz | 4     | 57-74 | 1     |

#### Gruppe E
| Dato   | Kamp               | Res.  | Pause | Spillested |
| ------ | ------------------ | ----- | ----- | ---------- |
| 10.11. | Spanien – Portugal | 16–10 | 9-5   | Cádiz      |
| 18.11. | Portugal – Østrig  | 11–15 | 4-8   | Porto      |
| 25.11. | Østrig – Spanien   | 18–17 | 07-11 | Wien       |
| 1.12.  | Portugal – Spanien | 09–14 | 7-9   | Porto      |
| 9.12.  | Østrig – Portugal  | 17–13 | 7-6   | Wien       |
| 15.12. | Spanien – Østrig   | 19–40 | 8-2   | Madrid     |

| Hold     | Kampe | Mål   | Point |
| -------- | ----- | ----- | ----- |
| Spanien  | 4     | 66-41 | 6     |
| Østrig   | 4     | 54-60 | 6     |
| Portugal | 4     | 43-62 | 0     |

### Afrika
Tre hold spillede om én ledig plads ved VM-slutrunden. De 3 tilmeldte hold spillede en enkeltturnering alle-mod-alle, og vinderen kvalificerede sig til VM-slutrunden.
| Dato   | Kamp                | Res.  |
| ------ | ------------------- | ----- |
|        | Algeriet – Tunesien | 14–90 |
| 10.12. | Algeriet – Guinea   | 34–70 |
|        | Tunesien – Guinea   | 41–15 |

| Hold     | Kampe | Mål   | Point |
| -------- | ----- | ----- | ----- |
| Algeriet | 2     | 48-16 | 4     |
| Tunesien | 2     | 50-29 | 2     |
| Guinea   | 2     | 22-75 | 0     |

### Panamerika
Tre hold spillede om én ledig plads ved VM-slutrunden. De 3 tilmeldte hold spillede en enkeltturnering alle-mod-alle, og vinderen kvalificerede sig til VM-slutrunden. Kampene blev afviklet i Buenos Aires, Argentina i perioden 9. – 11. november 1973.
| Dato   | Kamp                  | Res.  | Pause | Spillested   |
| ------ | --------------------- | ----- | ----- | ------------ |
| 9.11.  | Argentina – Brasilien | 24–15 |       | Buenos Aires |
| 10.11. | USA – Brasilien       | 19–12 |       | Buenos Aires |
| 11.11. | USA – Argentina       | 19–17 | 11-8  | Buenos Aires |

| Hold      | Kampe | Mål   | Point |
| --------- | ----- | ----- | ----- |
| USA       | 4     | 38-29 | 4     |
| Argentina | 4     | 41-34 | 2     |
| Brasilien | 4     | 27-43 | 0     |